# Ливраменту-ду-Брумаду (микрорегион)
Ливраменту-ду-Брумаду (порт. Microrregião de Livramento do Brumado) — микрорегион в Бразилии, входит в штат Баия. Составная часть мезорегиона Юго-центральная часть штата Баия. Население составляет 97 826 человек (на 2010 год). Площадь — 5153,674 км². Плотность населения — 18,98 чел./км².

## Демография
Согласно сведениям, собранным в ходе переписи 2010 г. Национальным институтом географии и статистики (IBGE), население микрорегиона составляет:
| Полное население                             | Полное население                             | Полное население                             | Полное население                             | 97 826 |
| -------------------------------------------- | -------------------------------------------- | -------------------------------------------- | -------------------------------------------- | ------ |
| в том числе:                                 | Городское население                          | 40 083                                       | Процент городского населения, %              | 40,97  |
|                                              | Сельское население                           | 57 743                                       | Процент сельского населения, %               | 59,03  |
|                                              | Мужское население                            | 49 277                                       | Процент мужского населения, %                | 50,37  |
|                                              | Женское население                            | 48 549                                       | Процент женского населения, %                | 49,63  |
| Плотность населения, чел/км²                 | Плотность населения, чел/км²                 | Плотность населения, чел/км²                 | Плотность населения, чел/км²                 | 18,98  |
| Население микрорегиона в % к населению штата | Население микрорегиона в % к населению штата | Население микрорегиона в % к населению штата | Население микрорегиона в % к населению штата | 0,70   |

## Статистика
- Валовой внутренний продукт на 2003 год составляет 225 690 720,00 реалов (данные: Бразильский институт географии и статистики).
- Валовой внутренний продукт на душу населения на 2003 год составляет 2415,00 реалов (данные: Бразильский институт географии и статистики).
- Индекс развития человеческого потенциала на 2000 год составляет 0,639 (данные: Программа развития ООН).

## Состав микрорегиона
В составе микрорегиона включены следующие муниципалитеты:
1. Дон-Базилиу
2. Ливраменту-ди-Носа-Сеньора
3. Парамирин
4. Риу-ду-Пирис
5. Эрику-Кардозу